# Герб Андреапольского района
Герб Андреапольского района Тверской области Российской Федерации.
Герб утверждён Решением № 3 Собрания депутатов района 29 марта 1999 года.
Герб внесён в Государственный геральдический регистр Российской Федерации под регистрационным номером 553.

## Описание герба
«В зеленом поле геральдического щита лазоревая (синяя, голубая) выщербленная оконечность, тонко окаймленная серебром, и на ней золотая ладья с одинаковыми возвышениями на носу и на корме и с четырьмя щитами (тарчами) и тремя веслами, лопастями поверх оконечности на видимой стороне».

## Обоснование символики
Ладья говорит о древних волоках, синяя оконечность — Западная Двина, зелёный цвет — лесные богатства.

## История герба
В советское время был выпущен сувенирный значок с геральдической эмблемой Андреаполя (эмблема официально не утверждалась).
Один из основных элементов рисунка эмблемы — ладья, стала главной фигурой в гербе Андреапольского района, утверждённого 29 марта 1999 года.
Авторы герба: Чиченкова Надежда Семеновна, Тихомиров Вячеслав Петрович, Эрнст Галина Константиновна, Лавренов Владимир Ильич.